# Aeroporto di Alor Star-Sultano Abdul Halim
L'Aeroporto di Alor Star-Sultano Abdul Halim (IATA: AOR, ICAO: WMKA) (in malese: Lapangan Terbang Antarabangsa Penang), definito come domestico e militare dal Department of Civil Aviation Malaysia, è un aeroporto malese situato nella Penisola della Malacca non distante dai confini con la Thailandia  a 15 km a nord est di Alor Star nello Stato federato di Kedah. La struttura è dotata di una pista di asfalto lunga 2745 m e larga 45 m, l'altitudine è di 5 m, l'orientamento della pista è RWY 04-22. L'aeroporto è aperto al traffico commerciale e ospita l'accademia militare della Regia Aeronautica Militare della Malaysia TUDM Alor Setar.
L'aeroporto è intitolato ad Abdul Halim di Kedah, attuale Re della Malaysia e 27º Sultano di Kedah.